# Vädersholm

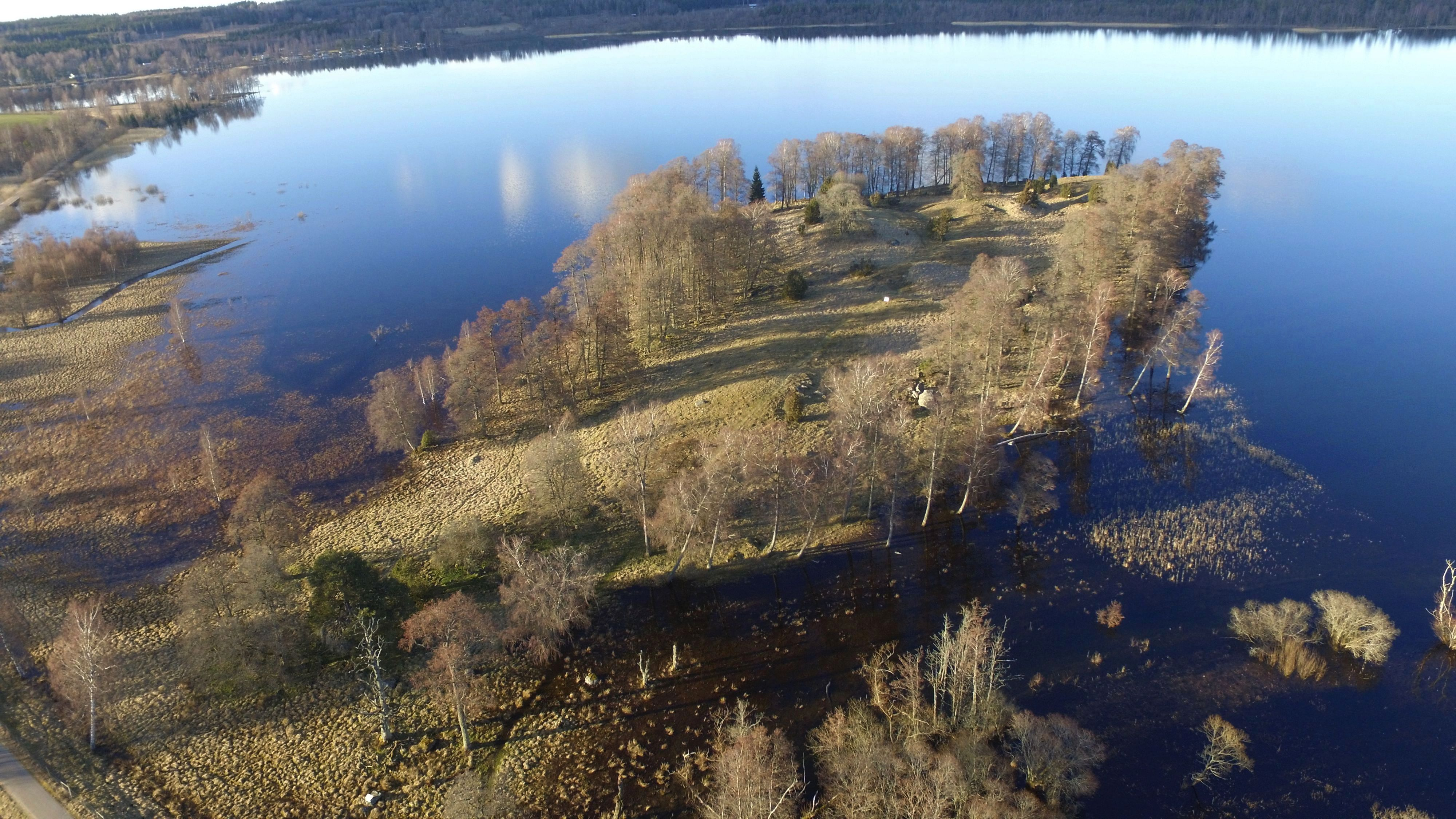
Borgruinen Vädersholm sett från sydöst.

Vädersholm är en borgruin i Hökerum i Södra Vings socken, belägen 10 kilometer väster om Ulricehamn i Ulricehamns kommun, Västergötland. Alldeles bredvid borgområdet flyter Viskan.

## Läge
Av borgen syns idag tre kullar där man tydligt kan se rester av byggnader, bland annat ett borgtorn av sten. Borganläggningen var till ytan ca 250 x 150 meter. På medeltiden var borgholmen omgiven av vatten, men efter en sjösänkning på 1800-talet utgör borgområdet en halvö, eller ett näs, i sjön Mogden. Holmen kallades Väderö. 
600 meter söder om Vädersholm ligger ytterligare två befästningslämningar, varav en skulle kunna vara Fagranäs, en plats som omnämnts i medeltida källor.
På motstående sidan av sjön ligger gården Säby som var underlydande Vädersholm under medeltiden. 

## Historik
Redan under stenåldern bodde människor på platsen, vilket lämningar av en stenåldersbosättning visar. Borgen Vädersholm var bebodd under 1300- och 1400-talen och övergavs därefter. Detta vet man genom de arkeologiska undersökningar som utfördes på 1940-talet. Fynden från utgrävningarna finns på Borås museum.  
Vädersholm nämns som Waethersholm första gången i handlingar skrivna av Benedikta Gustavsdotter 1378. Hennes make var Heine Snakenborg, anhängare till den dåvarande svenske kungen Albrekt av Mecklenburg. 1388–1389 var borgen belägrad av kung Albrekts motståndare, den danska drottningen Margareta. 
Anläggningen tillhörde senare Gudhems kloster. 
2014 gjordes en arkeologisk undersökning i närheten av Vädersholm med målet att lokalisera borgen Fagranäs.

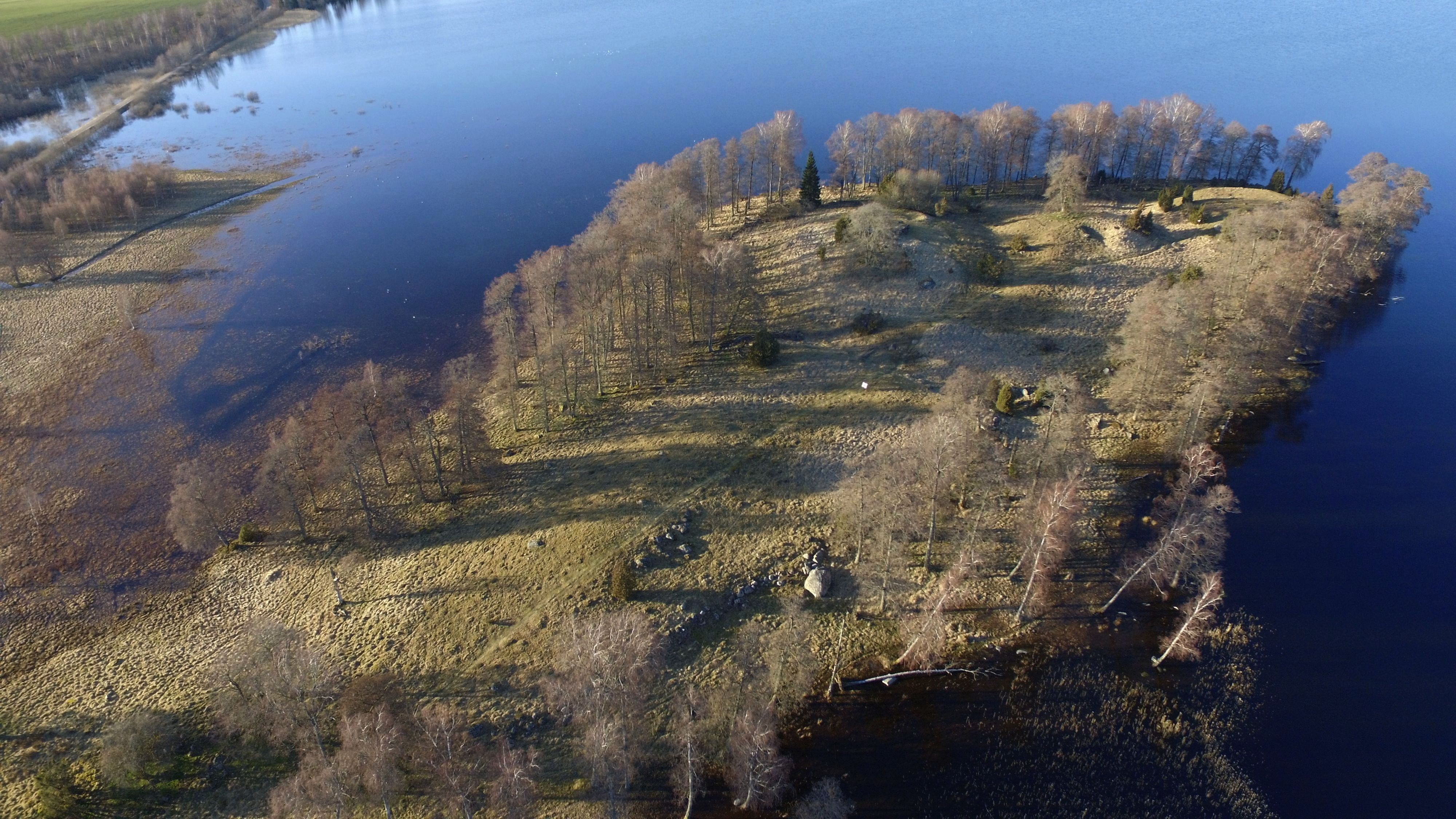
Närmare bild av anläggningen från sydöst.
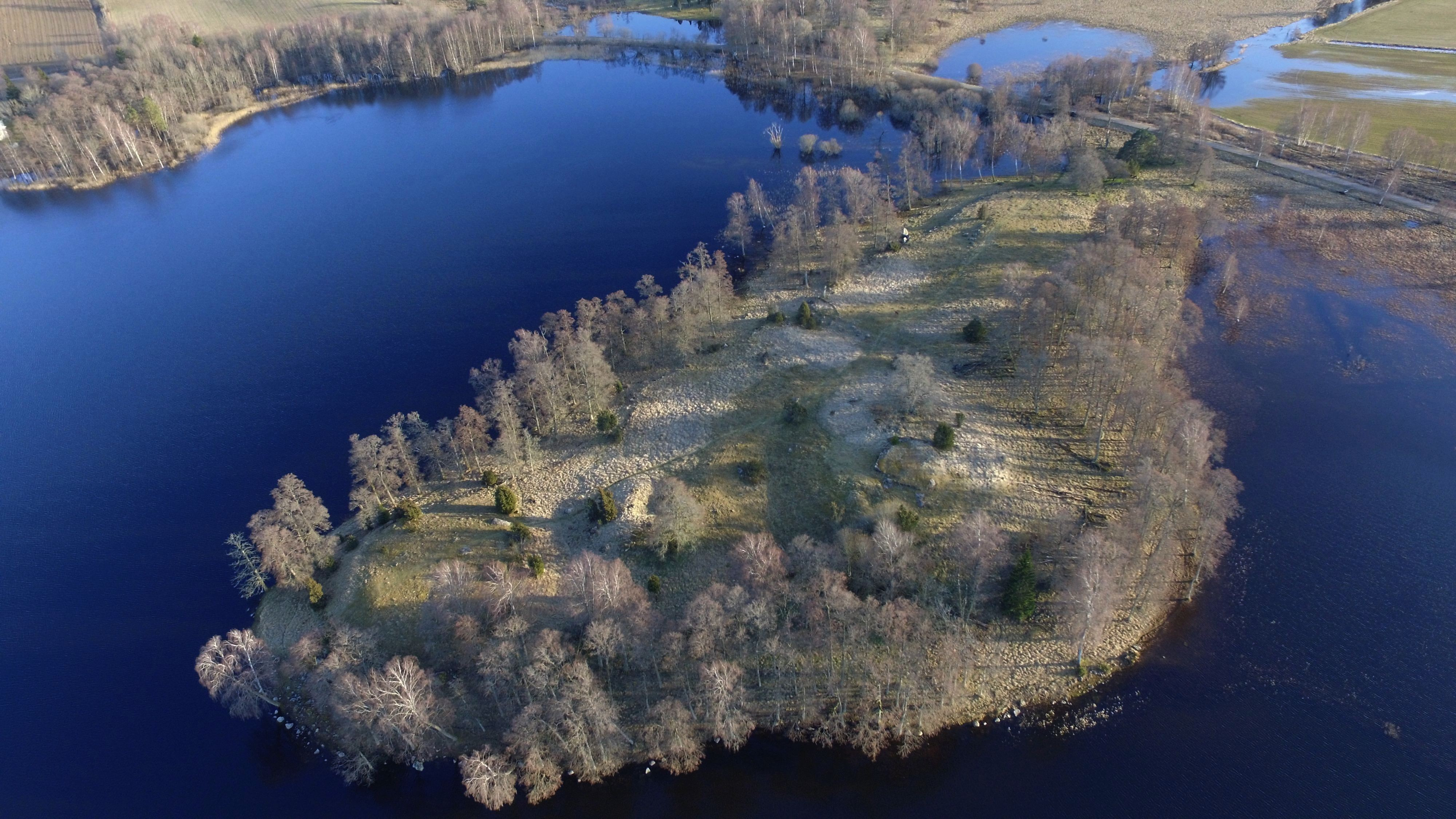
Vy över Vädersholm från nordväst.
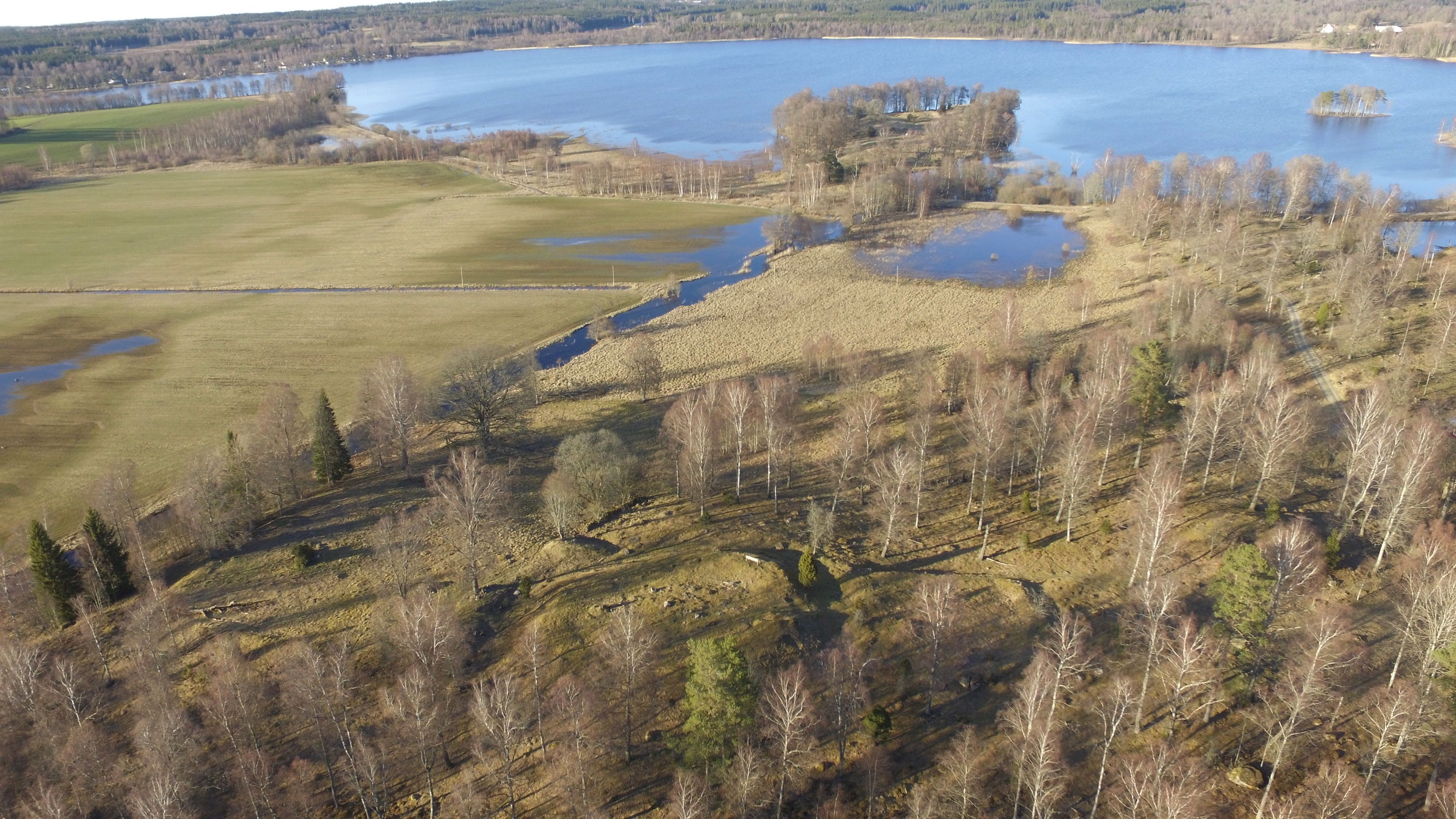
Vy över omgivningarna norr om borgruinen Södra Ving 39 (Fagranäs) i nederkant. På en nutida halvö ligger ruinerna av den medeltida anläggningen Vädersholm cirka 500 meter bort.
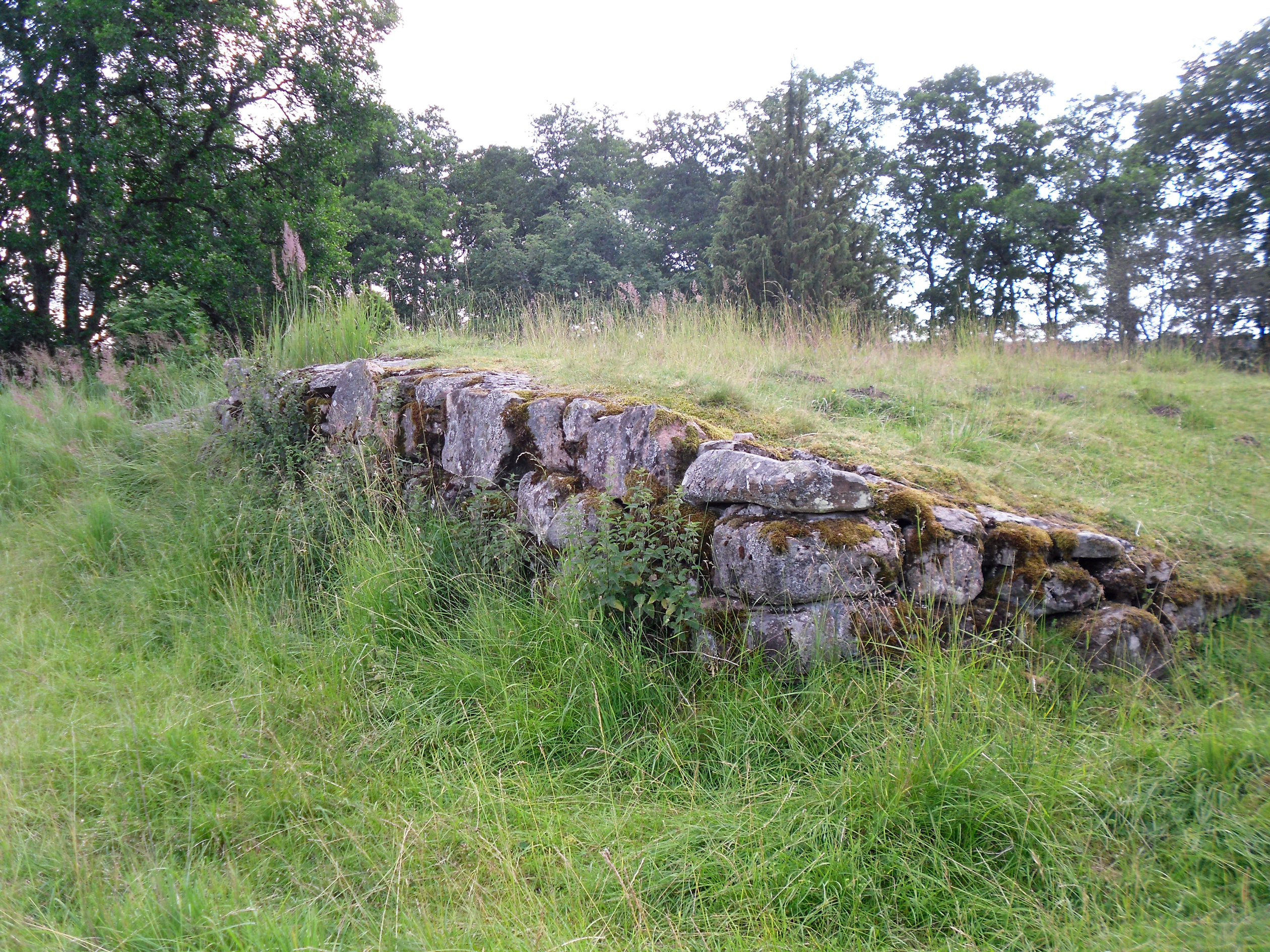
Rester av borgens centraltorn.
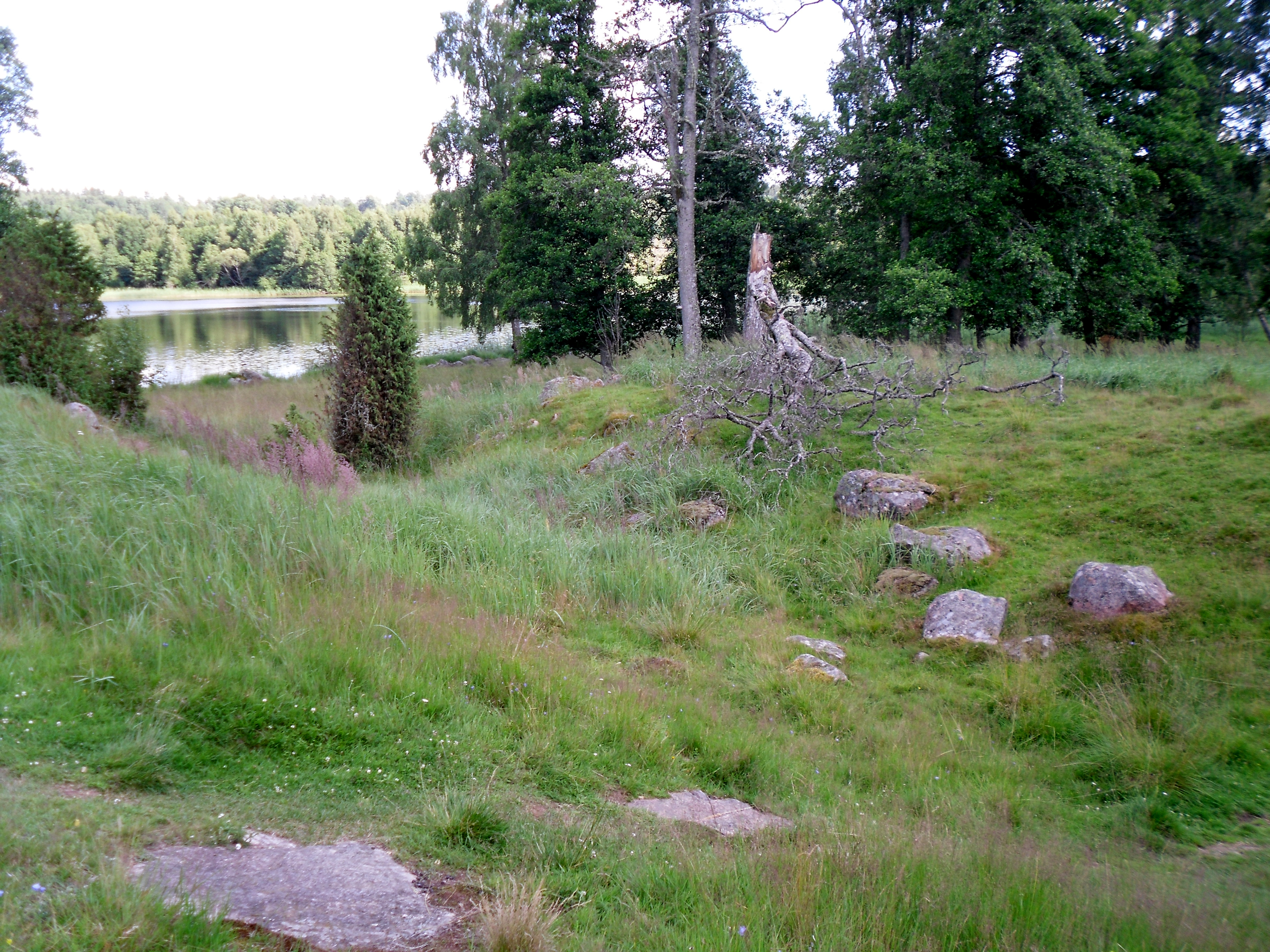
Tydliga spår av den medeltida vallgraven.